# Aganosma heynei
Aganosma heynei är en oleanderväxtart som först beskrevs av Spreng., och fick sitt nu gällande namn av Ian Mark Turner. Aganosma heynei ingår i släktet Aganosma och familjen oleanderväxter. Inga underarter finns listade i Catalogue of Life.